# Circle of Friends
Circle of Friends is een romantisch drama uit 1995 van Ierse afkomst. De film is geregisseerd door Pat O'Connor.

## Verhaal
Circle of Friends is een film over het Ierland uit de jaren 50. Het verhaal volgt Benny Hogan en haar beste vriendin, Eve Malone. Beide zijn ze student aan het college van Dublin. Daar geraken ze bevriend met Nan Mohan, het mooiste meisje van de school. Ook ontmoeten ze Jack Foley, die vooral Benny niet onberoerd laat.

## Rolverdeling
| Acteur           | Personage                |
| ---------------- | ------------------------ |
| Chris O'Donnell  | Jack Foley               |
| Minnie Driver    | Bernadette 'Benny' Hogan |
| Geraldine O'Rawe | Eve Malone               |
| Saffron Burrows  | Nan Mahon                |
| Alan Cumming     | Sean Walsh               |
| Aidan Gillen     | Aidan Lynch              |
| Ciarán Hinds     | Professor Flynn          |